# Tephrosia burchellii
Tephrosia burchellii är en ärtväxtart som beskrevs av Burtt Davy. Tephrosia burchellii ingår i släktet Tephrosia och familjen ärtväxter. Inga underarter finns listade i Catalogue of Life.